# Kuna Pelješka
Kuna Pelješka falu Horvátországban, Dubrovnik-Neretva megyében. Közigazgatásilag Orebićhez tartozik.

## Fekvése
Makarskától légvonalban 44 km-re délkeletre, Dubrovnik városától légvonalban 70, közúton 95 km-re északnyugatra, községközpontjától légvonalban 13. közúton 19 km-re keletre, a Pelješac-félsziget közép-nyugati részén fekszik.

## Története
A Kuna területén élő első ismert nép az illírek voltak, akik az i. e. 2. évezredben jelennek meg. A magaslatokon épített erődített településeken éltek. Településeik maradványai megtalálhatók a Pelješac-félsziget több pontján. Az illírek halottaikat kőből rakott halomsírokba temették, melyek általában szintén magaslatokon épültek. Tizenhét ilyen halomsír található a település határában is. Az illírek i. e. 30-ig uralták a térséget, amikor Octavianus hadai végső győzelmet arattak felettük.
A település 14. századtól a 18. század végéig a Raguzai Köztársasághoz tartozott. A 12. és 13. században a Pelješac-félsziget a Bulgáriából és Makedóniából az üldöztetés elől menekült bogumilok menedékhelye lett. Amikor a 14. században a félsziget a raguzaiak uralma alá került a köztársaság igyekezett az igaz hitet visszaállítani az újonnan megszerzett területeken. Az így helyreállított plébániák között említik 1350 körül a kunai plébániát is. A település ezután a pelješaci plébániához tartozott, mely akkoriban a félsziget legnagyobb területű plébániája volt. Területe Trsteniktől Trpanjon át Orebićig húzódott. Kuna 1806-ban a Raguzai Köztársaságot legyőző franciák uralma alá került, de Napóleon bukása után 1815-ben a berlini kongresszus a Habsburgoknak ítélte. 1857-ben 384, 1910-ben 469 lakosa volt. 1918-ban az új szerb-horvát-szlovén állam, majd később Jugoszlávia része lett. 2011-ben a településnek 223 lakosa volt.

## Népesség
| Lakosság változása | Lakosság változása | Lakosság változása | Lakosság változása | Lakosság változása | Lakosság változása | Lakosság változása | Lakosság változása | Lakosság változása | Lakosság változása | Lakosság változása | Lakosság változása | Lakosság változása | Lakosság változása | Lakosság változása | Lakosság változása |
| ------------------ | ------------------ | ------------------ | ------------------ | ------------------ | ------------------ | ------------------ | ------------------ | ------------------ | ------------------ | ------------------ | ------------------ | ------------------ | ------------------ | ------------------ | ------------------ |
| 1857               | 1869               | 1880               | 1890               | 1900               | 1910               | 1921               | 1931               | 1948               | 1953               | 1961               | 1971               | 1981               | 1991               | 2001               | 2011               |
| 384                | 370                | 400                | 438                | 479                | 469                | 555                | 504                | 337                | 365                | 477                | 388                | 332                | 292                | 258                | 223                |

## Nevezetességei
- Mária mennybevétele tiszteletére szentelt plébániatemploma a 16. században épült annak az azonos titulusú templomnak a helyén, melyet 1336-ban említenek először. Ebből a régi templomból származik a templomban látható két oszlopfő és a szentségtartó is. A templomot 1616-ban bővítették, majd története során többször is megújították. Legutóbb az 1901-es felújítás után 1907. április 14-én szentelték újra. Utolsó felújítása 1995-ben történt.
- A Lorettó-Deloritai Szűzanya tiszteletére szentelt ferences templom[4] 1681-ben épült. A kolostor temploma 1705-ben nyerte el mai háromhajós formáját. Hosszúsága az apszis nélkül 25, az apszissal együtt 30 méter, szélessége 12 méter. Felszentelése Volanti stoni püspök által 1714. június 14-én történt. A harangtorony neoreneszánsz stílusú, négyszögletes, három emelet magas. A templomnak öt oltára van, a mellékoltárok a Szent Kereszt, Keresztelő Szent János, Szent Antal és Szent Ferenc tiszteletére vannak szentelve. A főoltár rózsaszínű és fehér márványból készült, készítője 1870 körül egy spliti mester volt. A többi oltár a Szent Antal oltár kivételével carrarai márványból van, ezeket 1887-ben készítette egy Giacomo nevű római szobrász. A Szent Ferenc és Szent János oltáron oltárkép,a Szent Antal oltáron a szent szobra, a Szent kereszt oltáron feszület áll. A Szent János oltár képét Celestin Medović atya festette, a másik oltárkép ismeretlen mester munkája. A szentély diadalívén a Szűzanya názáreti házának Trsatba vitele Ambroz Testen atya műve, amelyet itteni tartózkodása során festett. A kolostor építése 1708-ban kezdődött és 14 évig tartott. Az épület kulturális műemlék.
- A Szent Megváltó tiszteletére szentelt temetőkápolna 1902-ben épült az 1620-ban épített régi templom helyén. Falfestményei a helyi születésű Celestin Medović munkái.
- Celestin Mato Medović birtokának déli szélén egy kőszirt tetején, festői környezetben található Szűz Mária a keresztények segítője tiszteletére szentelt kápolnája.[5] A kis szakrális épület magas alapokra épült, ahová északról négy, kőoszlopokkal szegélyezett betonlépcsőn lehet feljutni. A kápolna nyugat-keleti tájolású, kőből épült, homlokzatán az 1909-es építési évet jelző táblával, oromzatán pedig egyíves harangdúccal zárul.

## Gazdaság
A település lakóinak fő bevételi forrása a mezőgazdaság és a turizmus.

## Híres emberek
- Itt született 1857. november 17-én Mato Celestin Medović horvát festőművész.
- Itt született 1938. március 6-án Zvominir Roso kriminológus, pszichológus.